# Hainburger Haydngesellschaft
Die Hainburger Haydngesellschaft ist ein 1981 gegründeter Verein zur Förderung der musikalischen Kultur im Raum Hainburg an der Donau in Niederösterreich.

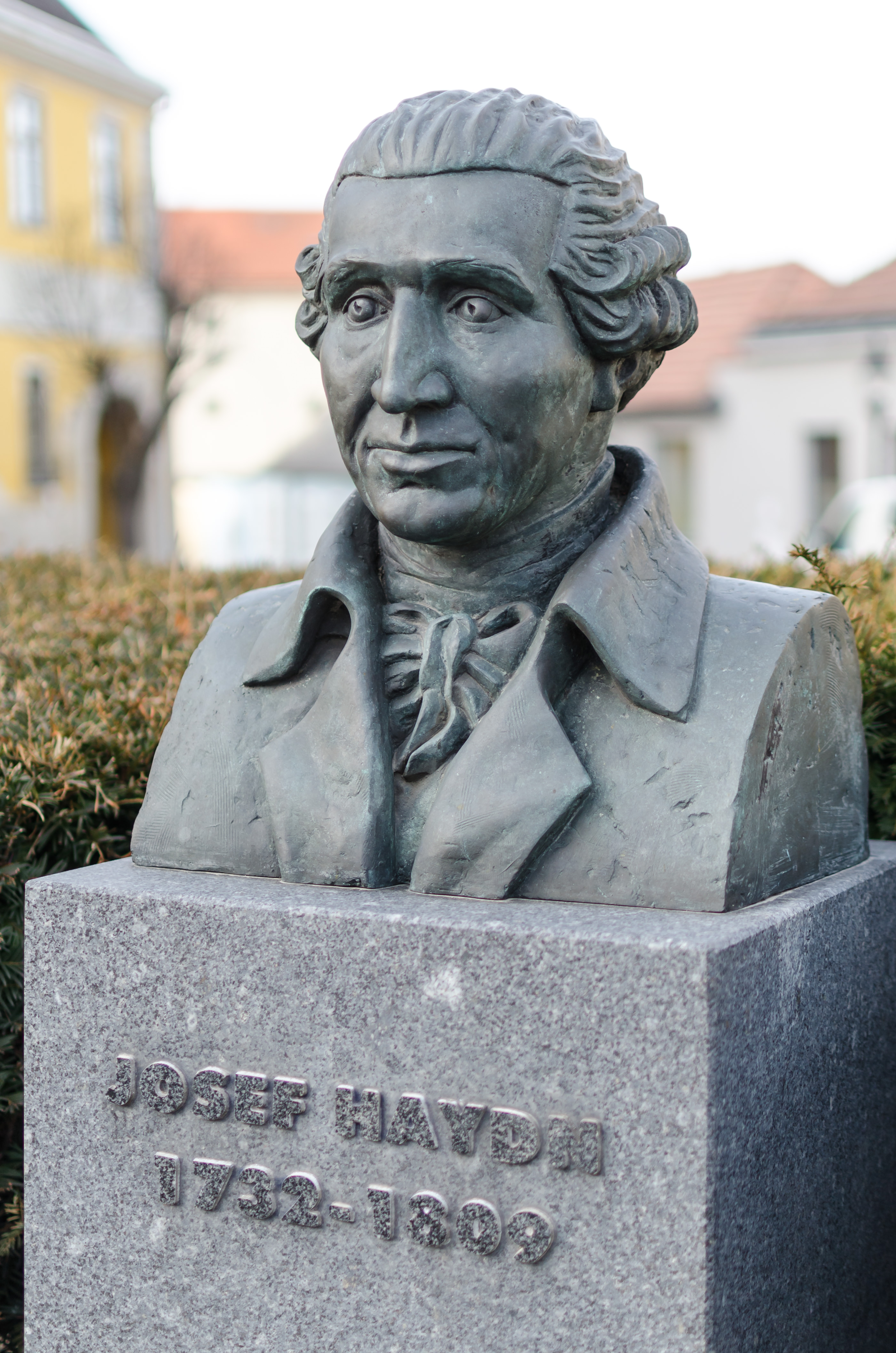
Josef Haydn Denkmal am Haydnplatz, Hainburg

## Geschichte
Gegründet wurde die Hainburger Haydngesellschaft 1981 in Hainburg an der Donau – in jenem Ort, wo der Namensgeber Joseph Haydn in jungen Jahren von 1738 bis 1740 den ersten Musikunterricht erhielt. Zwischen 1981 und 2008 fanden die Veranstaltungen in der Tabakfabrik Hainburg im eigens für die Konzerte akustisch überarbeiteten Speisesaal statt. Seit September 2008 bietet die Kulturfabrik Hainburg den Rahmen für die Veranstaltungen. Im Herbst 2022 erhielt die Hainburger Haydngesellschaft den Maecenas Niederösterreich Kultursponsoringpreis.

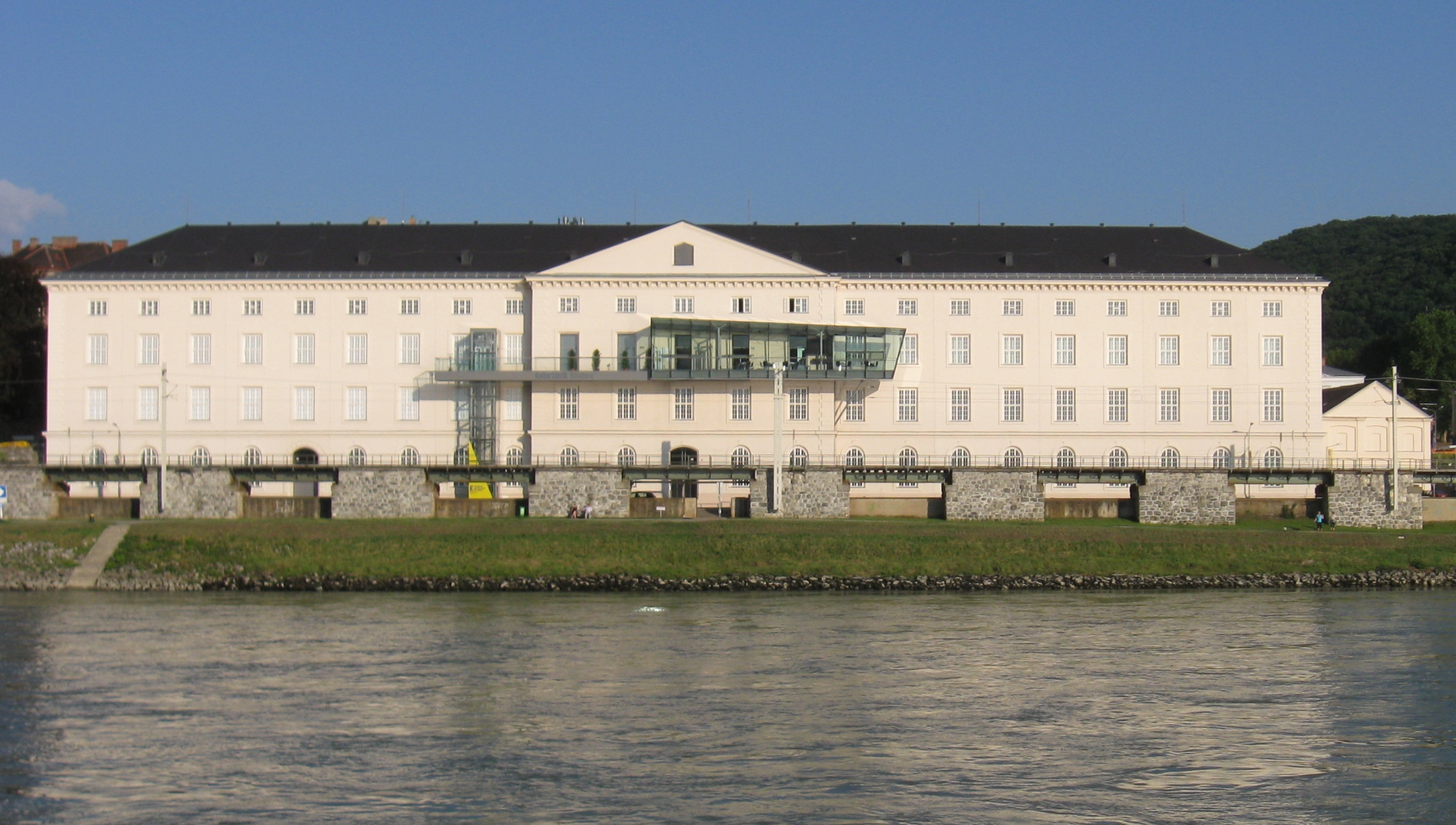
Kulturfabrik Hainburg

## Ziele
Als Zielsetzung der Hainburger Haydngesellschaft zählt seit den Anfängen der grenzüberschreitende Gedanke. In diesem Sinne treten neben österreichischen Künstlerinnen und Künstlern auch Musikerinnen und Musiker aus den angrenzenden Ländern Slowakei, Tschechien und Ungarn ebenso wie aus Korea, Japan und den USA auf. Insbesondere jungen vielversprechenden Talenten wird ein Podium geboten. Mit dem künstlerischen Profil ist der Verein bestrebt, den innovativen Geist Joseph Haydns weiterzutragen. Dementsprechend spannt sich der programmatische Bogen von Barockmusik bis zu Jazz und zeitgenössischen Kompositionen. Es wurden unter anderem Werke der zeitgenössischen Komponistin Manuela Kerer oder des österreichischen Komponisten Jovan Pesec aufgeführt. Im Jahr des 35-jährigen Bestehens (2016) wurden Werke der österreichischen Komponisten Roland Batik und Paul Hertel uraufgeführt. Anlässlich des 40-Jahr-Jubiläums gelangte das Werk „Suite for String Orchestra“ des deutschen Komponisten Florian Willeitner zur Uraufführung.
In jährlich acht Konzerten werden Orchesterkonzerte, Kammermusik, Soloabende, Operngalas, Chorkonzerte und auch Musikkabarett angeboten.

## Ausgewählte Auftritte

### Solistinnen und Solisten
- Christian Altenburger, Violine
- Arleen Augér, Sopran
- Lidia Baich, Violine
- Matthias Bartolomey, Violoncello
- Roland Batik, Klavier
- Ulrike Beimpold, Rezitation
- Timna Brauer, Gesang
- Georg Breinschmid, Kontrabass
- Jörg Demus, Klavier
- Mercedes Echerer, Schauspielerin
- Sona Ghazarian, Sopran
- Klavierduo Gröbner & Trisko
- Gabriel Guillén, Gitarre
- Paul Gulda, Klavier
- Alfred Hertel, Oboe
- Robert Holl, Bassbariton
- Cornelia Horak, Sopran
- Stefan Hussong, Akkordeon
- Aleksey Igudesman, Violine
- Heinz Irmler, Gitarre
- Huw Rhys James, Klavier
- Hyung-ki Joo, Klavier
- Jean-Jacques Kantorow, Violine, Dirigent
- Fritz Karl, Rezitation
- Elias Meiri, Jazz-Klavier
- Bijan Khadem-Missagh, Violine, Dirigent
- Dorothy Khadem-Missagh, Klavier
- Vahid Khadem-Missagh, Violine
- Dieter Klöcker, Klarinette
- Ernst Kovacic, Violine
- Barbara Moser, Klavier
- Klavierduo Ferhan und Ferzan Önder
- Selina Ott, Trompete
- Ernst Ottensamer, Klarinette
- Olga Scheps, Klavier
- Benjamin Schmid, Violine
- Peter Schmidl, Klarinette
- Diknu Schneeberger, Jazzgitarre
- Joschi Schneeberger, Kontrabass
- Matthias Schorn, Flöte
- Wolfgang Schulz, Flöte
- Herwig Seeböck, Schauspieler
- David Seidel, Fagott
- Monika Stadler, Harfe
- Jiří Stivín, Flöte
- Stefan Vladar, Klavier, Dirigent
- Christoph Wagner-Trenkwitz, Rezitation
- Gernot Winischhofer, Violine

### Ensembles und Orchester
- Alban Berg Quartett
- Arcis Saxophon Quartett
- Artis-Quartett
- Beethoven Philharmonie
- Cappella Istropolitana
- Concilium Musicum
- Consortium Classicum
- Ensemble Neue Streicher
- Haydn-Trio Wien
- Igudesman & Joo
- Janoska Ensemble
- Jess-Trio-Wien
- London Baroque
- Mnozil Brass
- Prager Kammerorchester
- Radio-Symphonieorchester Wien
- Tonkünstler-Orchester Niederösterreich
- Ungarische Kammerphilharmonie
- Wiener Concert-Verein
- Wiener Kammerorchester
- Wiener Sängerknaben
- Wiener Tschuschenkapelle

### Dirigenten
- Paul Angerer
- Christian Arming
- Philippe Entremont
- Alfred Eschwé
- Florian Krumpöck
- Georg Kugi
- Michael Lessky
- Paul Mauffray
- Heinz Prammer
- Michael Rot
- Martin Sieghart
- Najden Todorow
- Lorenzo Viotti
- Johannes Wildner